# Thunder de Stockton
Le Thunder de Stockton est une franchise professionnelle de hockey sur glace en Amérique du Nord qui évoluait dans l'ECHL. L'équipe était basée à Stockton en Californie aux États-Unis.

## Historique
L'équipe est créée en 2005 à la suite du déménagement des Boardwalk Bullies d'Atlantic City. De sa création à 2012, elle sert de club-école pour des franchises de la Ligue américaine de hockey et de la Ligue nationale de hockey : le Rampage de San Antonio en 2005-2006, les Falcons de Springfield de 2007 à 2010, les Barons d'Oklahoma City de 2010 à 2013 et les Sharks de Worcester de 2010 à 2012 pour la LAH et les Coyotes de Phoenix en 2005-2006, les Oilers d'Edmonton de 2006 à 2013 et les Sharks de San José de 2010 à 2012 pour la LNH. En 2015, elle déménage à Glens Falls pour devenir le Thunder de l'Adirondack.

## Statistiques
| No | Saison    | PJ | V  | D  | N  | DP | DTB | BP  | BC  | Pts | Classement                   | Séries éliminatoires | Entraîneur                 |
| -- | --------- | -- | -- | -- | -- | -- | --- | --- | --- | --- | ---------------------------- | -------------------- | -------------------------- |
| 1  | 2005-2006 | 72 | 18 | 40 | 14 | -  | -   | 192 | 260 | 50  | 5e place, division central   | Non qualifiés        | Chris Cichocki             |
| 2  | 2006-2007 | 72 | 38 | 24 | -  | 5  | 5   | 225 | 197 | 86  | 3e place, division pacifique | Défaite au 1er tour  | Chris Cichocki             |
| 3  | 2007-2008 | 72 | 27 | 40 | -  | 3  | 2   | 200 | 250 | 59  | 4e place, division pacifique | Défaite au 1er tour  | Chris Cichocki             |
| 4  | 2008-2009 | 72 | 32 | 33 | -  | 5  | 2   | 210 | 237 | 71  | 4e place, division pacifique | Défaite au 2e tour   | Chris Cichocki Matt Thomas |
| 5  | 2009-2010 | 72 | 33 | 29 | -  | 2  | 8   | 235 | 241 | 76  | 3e place, division pacifique | Défaite au 3e tour   | Matt Thomas                |
| 6  | 2010-2011 | 72 | 37 | 23 | -  | 5  | 7   | 232 | 210 | 86  | 2e place, division pacifique | Défaite au 1er tour  | Matt Thomas                |
| 7  | 2011-2012 | 72 | 34 | 33 | -  | 1  | 4   | 204 | 216 | 73  | 3e place, division pacifique | Défaite au 2e tour   | Matt Thomas                |
| 8  | 2012-2013 | 72 | 37 | 26 | -  | 5  | 4   | 223 | 216 | 83  | 2e place, division pacifique | Finalistes           | Matt Thomas                |
| 9  | 2013-2014 | 72 | 33 | 31 | -  | 2  | 6   | 224 | 235 | 74  | 3e place, division pacifique | Défaite au 2e tour   | Richard Kromm              |
| 10 | 2014-2015 | 72 | 21 | 49 | -  | 1  | 1   | 199 | 296 | 44  | 7e place, division pacifique | Non qualifiés        | Richard Kromm              |